# Öglunda distrikt
Öglunda distrikt är ett distrikt i Skara kommun och Västra Götalands län. 
Distriktet ligger nordost om Skara. 

## Tidigare administrativ tillhörighet
Distriktet inrättades 2016 och utgörs av socknen Öglunda i Skara kommun.
Området motsvarar den omfattning Öglunda församling hade vid årsskiftet 1999/2000.